# Maria Martinez (chanteuse)
Pour les articles homonymes, voir Maria Martinez.
Ana María Loreto Martínez est une guitariste et chanteuse cubaine active en Espagne, en France et au Royaume-Uni au milieu du XIXe siècle.

## Biographie
Originaire de Cuba, elle s'installe à Séville et étudie au Conservatoire Royal de Madrid. Elle s'est produite devant un public de premier plan à Paris et à Londres, au Her Majesty's Theatre, qui a attiré une importante couverture médiatique.

### Carrière en France
Maria Martínez réside en France vers 1858–1863. Théophile Gautier correspond avec elle alors qu'elle est à Paris au début de 1850, s'émerveillant devant "La Malibran" et la recommandant à divers théâtres et opéras. Entre 1856 et 1859, Nadar a pris une série de photographies de studio de "Maria l'Antillaise", que l'on pense être de Maria Martínez. Elle lutte financièrement tout en jouant et passe de la scène dans les opéras et les théâtres aux cafés, comme l'Alcazar au 10 rue Faubourg Poissonnière. Charles Baudelaire a écrit d'elle dans une lettre à Apollonie Sabatier, "Saviez-vous que l'infortunée Mme Martínez traîne dans les cafés lyriques et qu'elle chantait il y a quelques jours à l'Alcazar?". Elle ne trouve pas le succès et retourne en Espagne en 1863.

## Sources
- (en) Cet article est partiellement ou en totalité issu de l’article de Wikipédia en anglais intitulé « Maria Martínez (singer) » (voir la liste des auteurs).